# Giuseppe Di Grande
Giuseppe Di Grande (Syracuse, 7 september 1973) is een voormalig Italiaans wielrenner die bekend stond als een goede klimmer.

## Carrière
Giuseppe Di Grande was zeer sterk bergop, wat de Italiaan een eerste keer etaleerde tijdens de Ronde van Italië 1997 toen hij de bergetappe van La Spezia naar Varazze in de regio Ligurië op zijn naam schreef. Bovendien werd Di Grande dat jaar zevende in het eindklassement. In 1998 werd Giuseppe Di Grande negende in het eindklassement van de Ronde van Frankrijk 1998, berucht vanwege de Festina-dopingaffaire. Marco Pantani won die gecontesteerde Tour. Daniele Nardello, zijn landgenoot bij de Italiaanse succesploeg Mapei, eindigde in het eindklassement vlak achter hem. In 2000 reed Di Grande zelf bij de in 1998 uit de Tour gezette Festina-ploeg. Veel succes heeft de transfer hem evenwel niet opgeleverd. 
In de Ronde van Italië van 2001 werd Di Grande betrapt op het gebruik van doping. Di Grande werd daarvoor in 2006 een half jaar geschorst, maar hij kon direct daarna bij de Miche-wielerploeg terugkeren in het professionele wielrennen. Het was al zijn tweede onderbreking van het wielrennen. In 2003 had hij een jaar niet gekoerst vanwege een depressie.

## Erelijst
1995
- Baby Giro

1997
- etappe in de Ronde van Romandië
- etappe in de Ronde van Italië

1998
- 9e in eindklassement Ronde van Frankrijk 1998
- 3e in jongerenklassement Ronde van Frankrijk

## Resultaten in voornaamste wedstrijden
| Jaar | Ronde van Italië | Ronde van Frankrijk | Ronde van Spanje |
| ---- | ---------------- | ------------------- | ---------------- |
| 1996 | 26e              |                     |                  |
| 1997 | 7e (1)           |                     |                  |
| 1998 |                  | 9e                  | opgave           |
| 1999 | 17e              |                     |                  |
| 2000 |                  |                     | opgave           |
| 2001 | opgave           |                     |                  |
| 2002 |                  |                     | opgave           |

| Jaar | Milaan-San Remo | Luik-Bast.‑Luik | Clásica San Sebastián | Rund um den Henninger-Turm |
| ---- | --------------- | --------------- | --------------------- | -------------------------- |
| 1996 |                 |                 |                       |                            |
| 1997 |                 |                 |                       | 5e                         |
| 1998 |                 |                 | 10e                   |                            |
| 1999 |                 |                 |                       |                            |
| 2000 | 24e             | 42e             |                       |                            |
| 2001 |                 |                 |                       |                            |
| 2002 | 18e             |                 |                       |                            |